# Kirile Ninidze
Kirile Yevseyevich Ninidze (en georgiano: კირილე ნინიძე; Askana, 17 de enero de 1879- 14 de septiembre de 1937) fue político georgiano del Partido Socialdemócrata de Georgia y miembro de la Asamblea Constituyente de Georgia de 1919 a 1921.

## Biografía
Kirile Ninidze nació en la familia de un granjero, Iese Ninidze, y tenía cuatro hermanos. Se graduó en el Seminario Teológico de Kutaisi. El 5 de mayo de 1901, una compañía rusa representó en el teatro de Kutaisi la obra antisemita "Hijos de Israel", a la que siguieron protestas juveniles y la interrupción de la representación. La policía arrestó a los alborotadores, incluido Kirile Ninidze. Continuó sus estudios en la facultad de Derecho de la Universidad de Tartu, donde completó su carrera. A partir de este período fue miembro del Partido Obrero Socialdemócrata de Rusia y después de regresar a su tierra natal, participó activamente en el movimiento revolucionario. Ninidze fue el jefe de las organizaciones POSR en Tiflis y desde 1905 trabajó en la facción menchevique. En 1903 y 1908 fue detenido por motivos políticos, siendo exiliado a Volsk, óblast de Sarátov. Tras regresar del exilio, trabajó como profesor en diversos colegios.    
En 1917, fue elegido miembro del Consejo Nacional de Georgia y en 1918 fue uno de los que firmó el acta de independencia de Georgia. Durante 1918 fue miembro de la Seima de Transcaucasia. El 12 de marzo de 1919 fue elegido miembro de la Asamblea Constituyente de Georgia por el Partido Socialdemócrata de Georgia, siendo el presidente de la comisión agraria. En enero de 1921, fue uno de los once miembros que se separaron de la mayoría gobernante y fundaron el periódico Ajali Tsekre y por eso, el partido se llamó Tsekrebeli.    
Después de la ocupación soviética en 1921, "Kreveli" permaneció en Georgia y continuó publicando el periódico. En junio de 1921, las autoridades bolcheviques encarcelaron brevemente a Kirile Ninidze, Nikifore Imnaishvili y Mujran Jocholava por sus posiciones críticas. El 15 de febrero de 1922 fue arrestado por segunda vez en Jashuri, por tratar de impedir una manifestación de protesta en el aniversario de la ocupación de Georgia. Desde finales de 1922 fue representante de Tsekrebeli en el Comité por la Independencia de Georgia. En marzo de 1924, protegió a un grupo de sacerdotes y al patriarca Ambrose Jelaia y durante la rebelión de agosto de 1924, fue miembro del centro militar. En 1924-1925 fue arrestado y en septiembre de 1924, las autoridades confiscaron sus bienes. En 1925, el tribunal lo condenó a 3 años de prisión, sin embargo, como persona no peligrosa para el gobierno soviético, fue liberado de la sentencia (aunque en 1928 fue arrestado nuevamente). El 15 de abril de 1937 fue arrestado nuevamente, condenado a muerte el 13 de septiembre y fusilado al día siguiente. El hermano de Kirile, Karamán Ninidze, también recibió un disparo.    
Kirile Ninidze fue rehabilitado el 29 de septiembre de 1960. El nieto del hermano de Kirile Ninidze, Tedo Ninidze, fue ministro de Justicia de Georgia entre 1993 y 1998.